# Список Героев Социалистического Труда (Помазан — Пошивайлов)
Эта страница является частью списка Героев Социалистического Труда и перечисляет в алфавитном порядке лиц, удостоенных звания Героя Социалистического Труда, чьи фамилии начинаются с буквы «П», от Помазан до Пошивайлов.
- Список не включает дважды и трижды Героев Социалистического Труда, а также лиц, лишённых этого звания.
- Список содержит информацию о датах жизни, роде деятельности и дате присвоения звания Героя.
- Герои, удостоенные звания посмертно, выделены в списке  серым цветом .
- Герои, сменившие фамилию после присвоения звания, приводятся в списках дважды, при этом строка с новой фамилией выделяется  бежевым цветом  и не имеет номера.

## Список людей, фамилии которых начинаются с «П»
| Навигационная таблица | Навигационная таблица |
| --------------------- | --------------------- |
| «П»                   | Паап — Пащенко        |
| «П»                   | Певцов — Пиянов       |
| «П»                   | Плавский — Полянский  |
| «П»                   | Помазан — Пошивайлов  |
| «П»                   | Правдюк — Пятница     |

| №          | Фамилия, имя, отчество            | Даты жизни              | Деятельность | Дата присвоения | ГС         |
| ---------- | --------------------------------- | ----------------------- | --- | --------------- | ---------- |
| 1          | Помазан Вера Степановна           | род. 1938               | Доярка колхоза имени XXII съезда КПСС Черкасского района Черкасской области | 08.04.1971      |            |
| 2          | Помазан Евфросиния Савельевна     | 1915 — ????             | Доярка Первухинского свеклосовхоза Министерства пищевой промышленности СССР, Богодуховский район Харьковской области | 11.10.1949      |            |
| 3          | Помазан Николай Степанович        | 27.05.1923 — 20.11.2001 | Бывший директор племенного завода имени Кирова Токмакского района Запорожской области | 22.03.1966      | [ ГС 1 ]   |
| 4          | Помелов Александр Петрович        | 14.08.1923 — 16.01.2002 | Командир корабля Ту-104 Западно-Сибирского территориального управления Гражданского воздушного флота, гор. Новосибирск | 16.04.1963      | [ ГС 2 ]   |
| 5          | Помельников Михаил Иванович       | 15.11.1929 — 20.06.2016 | Бригадир комплексной бригады Лебединского строительного управления треста «КМАрудстрой» Министерства строительства предприятий тяжёлой индустрии СССР, Белгородская область                                                 | 05.04.1971      | [ ГС 3 ]   |
| 6          | Пометун Григорий Константинович   | 05.05.1930 — 17.07.2019 | Сталевар мартеновского цеха Запорожского металлургического завода имени Орджоникидзе «Запорожсталь» Запорожского совнархоза                                                                                                 | 19.07.1958      | [ ГС 4 ]   |
| 7          | Поммер Август Владимирович        | род. 1922               | Директор совхоза «Приекуле» Лиепайского района Латвийской ССР | 08.04.1971      |            |
| 8          | Поморцева Екатерина Даниловна     | 14.11.1901 — 28.04.1983 | Звеньевая колхоза «Память Чкалова» Мариинского района Кемеровской области | 16.05.1949      | [ ГС 5 ]   |
| 9          | Понарин Пётр Иванович             | 11.12.1918 — 29.09.1995 | Старший дорожный мастер Иркутск-Сортировочной дистанции пути Восточно-Сибирской железной дороги, Иркутская область | 04.08.1966      | [ ГС 6 ]   |
| 10         | Понедельченко Александра Егоровна | 15.05.1926 — 08.04.2007 | Трактористка колхоза «Знамя коммунизма» Новооскольского района Белгородской области | 08.04.1971      | [ ГС 7 ]   |
| 11         | Понич Сильвестр Матвеевич         | 1911 — ????             | Бригадир полеводческой бригады свеклосовхоза «Крещатик» Заставновского района Черновицкой области | 01.11.1951      |            |
| 12         | Пония Надя Платоновна             | 1903 — ????             | Колхозница колхоза имени Берия Ахалсопельского сельсовета Зугдидского района Грузинской ССР | 29.08.1949      | [ ГС 8 ]   |
| 13         | Пономарёв Александр Васильевич    | 01.09.1926 — 20.08.1976 | Каландровожатый Московского завода «Каучук» Министерства нефтеперерабатывающей и нефтехимической промышленности СССР | 20.04.1971      | [ ГС 9 ]   |
| 14         | Пономарёв Алексей Филиппович      | 21.08.1930 — 18.01.2002 | Председатель Белгородского областного Совета народных депутатов, первый секретарь Белгородского обкома КПСС | 05.11.1990      | [ ГС 10 ]  |
| 15         | Пономарёв Анатолий Дмитриевич     | род. 1940               | Бригадир комплексной бригады строительно-монтажного управления № 1 Западного управления строительства Министерства среднего машиностроения СССР, Литовская ССР                                                              | 02.08.1985      | [ ГС 11 ]  |
| 16         | Пономарёв Аркадий Фёдорович       | род. 1934               | Комбайнёр совхоза «Карлинский» Ульяновского района Ульяновской области | 23.12.1976      | [ ГС 12 ]  |
| 17         | Пономарёв Борис Николаевич        | 08.01.1905 — 21.12.1995 | Кандидат в члены Политбюро ЦК КПСС, секретарь Центрального Комитета КПСС, гор. Москва | 17.01.1975      | [ ГС 13 ]  |
| 18         | Пономарёв Валериан Корнельевич    | 07.08.1898 — 18.07.1955 | Начальник Центрального конструкторского бюро № 22 Народного комиссариата оборонной промышленности СССР, генерал-майор инженерно-артиллерийской службы, гор. Ленинград                                                       | 16.09.1945      | [ ГС 14 ]  |
| 19         | Пономарёв Василий Александрович   | 30.03.1930 — ????       | Генеральный директор Киевского научно-производственного объединения реле и автоматики Министерства электротехнической промышленности и приборостроения СССР                                                                 | 21.06.1991      |            |
| 20         | Пономарёв Иван Акимович           | 25.10.1906 — 31.12.1976 | Капитан теплохода Северного морского пароходства Министерства морского флота СССР, гор. Архангельск | 09.08.1963      | [ ГС 15 ]  |
| 21         | Пономарёв Николай Александрович   | 10.10.1929 — 17.10.1995 | Первый секретарь Комсомольского райкома Компартии Казахстана, Кустанайская область | 08.04.1971      | [ ГС 16 ]  |
| 22         | Пономарёв Николай Алексеевич      | 25.10.1927 — 21.03.2014 | Генеральный директор производственного объединения «Ижсталь» Министерства оборонной промышленности СССР, гор. Устинов Удмуртской АССР                                                                                       | 03.04.1986      | [ ГС 17 ]  |
| 23         | Пономарёв Николай Владимирович    | 14.02.1911 — 04.10.1990 | Начальник сборочного цеха Центрального конструкторского исследовательского бюро спортивно-охотничьего оружия Государственного комитета Совета Министров СССР по оборонной технике, гор. Тула                                | 12.05.1962      | [ ГС 18 ]  |
| 24         | Пономарёв Пётр Васильевич         | 14.06.1910 — 03.01.1995 | Комбайнёр Интернациональной МТС Мамлютского района Северо-Казахстанской области | 21.06.1952      | [ ГС 19 ]  |
| 25         | Пономарёв Семён Матвеевич         | 23.01.1928 — 02.03.2016 | Звеньевой совхоза «Краснопольский» Углегорского района Сахалинской области | 11.12.1973      | [ ГС 20 ]  |
| 26         | Пономарёв Сергей Кузьмич          | 1913—1989               | Управляющий фермой племенного молочного совхоза «Омский» Министерства совхозов СССР, Омский район Омской области | 12.11.1951      | [ ГС 21 ]  |
| 27         | Пономарёв Тихон Степанович        | 29.06.1923 — 06.10.1977 | Кузнец Ижевского металлургического завода Министерства оборонной промышленности СССР, Удмуртская ССР | 26.04.1971      | [ ГС 22 ]  |
| 28         | Пономарёв Фёдор Федотович         | 1911 — ????             | Бригадир колхоза имени Ворошилова Прокопьевского района Кемеровской области | 25.02.1949      | [ ГС 23 ]  |
| 29         | Пономарёва Анна Даниловна         | 03.06.1922 — 26.12.2012 | Свинарка совхоза «Смычка» Балашовского района Саратовской области | 08.04.1971      | [ ГС 24 ]  |
| 30         | Пономарёва Ксения Никитична       | 24.01.1901 — 1983       | Бригадир полеводческой бригады подсобного хозяйства имени Куйбышева Кузнецкого металлургического комбината Министерства металлургической промышленности СССР, Кузнецкий район Кемеровской области                           | 31.10.1949      | [ ГС 25 ]  |
| 31         | Пономарёва Мария Захаровна        | 1900 — 01.11.1994       | Птичница совхоза «Тракторный» Городищенского района Сталинградской области | 20.11.1958      | [ ГС 26 ]  |
| 32         | Пономаренко Борис Антонович       | 14.10.1937 — 05.04.2025 | Комбайнёр Новомихайловского свиносовхоза Кущёвского района Краснодарского края | 10.02.1975      | [ ГС 27 ]  |
| 33         | Пономаренко Василий Арсентьевич   | 25.08.1915 — 09.03.2000 | Тракторист совхоза «Суховский» Пролетарского района Ростовской области | 08.04.1971      | [ ГС 28 ]  |
| 34         | Пономаренко Иван Потапович        | 1906 — ????             | Директор Мартукской МТС Актюбинской области | 11.01.1957      | [ ГС 29 ]  |
| 35         | Пономаренко Матрёна Деомидовна    | 1923 — ????             | Звеньевая совхоза имени Котовского Раздельнянского района Одесской области | 26.02.1958      | [ ГС 30 ]  |
| 36         | Пономаренко Николай Петрович      | 24.09.1925 — 19.08.2008 | Слесарь локомотивного депо Хабаровск-2 Дальневосточной железной дороги | 04.05.1971      | [ ГС 31 ]  |
| 37         | Пономарь Нина Лаврентьевна        | 1924 — ????             | Свинарка племенного завода имени Щорса Новобугского района Николаевской области | 22.03.1966      |            |
| 38         | Понтрягин Лев Семёнович           | 03.09.1908 — 03.05.1988 | Заведующий отделом дифференциальных уравнений Математического института имени В. А. Стеклова Академии наук СССР, академик АН СССР, гор. Москва                                                                              | 13.03.1969      | [ ГС 32 ]  |
| 39         | Попенко Яков Ильич                | 1897—1978               | Старший чабан колхоза имени Сталина Степновского района Астраханской области | 10.06.1949      | [ ГС 33 ]  |
| 40         | Попко Константин Степанович       | 20.08.1933 — 25.04.2007 | Звеньевой совхоза «10 лет БССР» Любанского района Минской области | 30.04.1966      | [ ГС 34 ]  |
| 41         | Попков Валерий Иванович           | 03.02.1908 — 12.12.1984 | Заместитель директора Энергетического института имени Г. М. Кржижановского, академик Академии наук СССР, гор. Москва | 03.02.1978      | [ ГС 35 ]  |
| 42         | Попков Лаврентий Давыдович        | 18.08.1912 — 08.12.1992 | Дорожный мастер Сольвычегодской дистанции пути Северной железной дороги, Архангельская область | 04.08.1966      | [ ГС 36 ]  |
| 43         | Попков Юрий Александрович         | 1934—1990               | Бригадир электромонтажников электромонтажного поезда № 702 треста «Трансэлектромонтаж» Министерства транспортного строительства СССР                                                                                        | 02.06.1962      | [ ГС 37 ]  |
| 44         | Попкова Валентина Тимофеевна      | 18.06.1924 — 01.04.2006 | Колхозница колхоза имени Сталина Вурнарского района Чувашской АССР | 13.07.1950      | [ ГС 38 ]  |
| 45         | Попкова Галина Ивановна           | 18.12.1942 — 29.06.2021 | Мастер машинного доения госплемптицезавода имени Фрунзе Сакского района Крымской области | 06.03.1981      | [ ГС 39 ]  |
| 46         | Поплавский Дмитрий Герасимович    | 31.01.1930 — 1990       | Комбайнёр Суджанской МТС Суджанского района Курской области | 07.12.1957      | [ ГС 40 ]  |
| 47         | Попов Александр Михайлович        | 15.05.1927 — 02.05.1996 | Свинарь совхоза «Боровичанин» Боровичского района Новгородской области | 22.03.1966      | [ ГС 41 ]  |
| 48         | Попов Александр Николаевич        | род. 1932               | Проходчик Приаргунского горно-химического комбината Министерства среднего машиностроения СССР, Читинская область | 16.01.1974      | [ ГС 42 ]  |
| 49         | Попов Александр Романович         | 12.06.1922 — 23.09.2005 | Первый секретарь Маслянинского райкома КПСС, Новосибирская область | 11.01.1957      | [ ГС 43 ]  |
| 50         | Попов Алексей Евгеньевич          | 30.03.1911 — 06.11.2011 | Шофёр Бийского автохозяйства Алтайского управления автомобильного транспорта Министерства автомобильного транспорта и шоссейных дорог РСФСР                                                                                 | 05.10.1966      | [ ГС 44 ]  |
| 51         | Попов Алексей Тихонович           | 17.07.1930 — 05.11.2013 | Бригадир колхоза имени Свердлова Хохольского района Воронежской области | 23.06.1966      |            |
| 52         | Попов Алексей Тихонович           | 14.04.1933 — 31.03.1997 | Бригадир горнорабочих очистного забоя шахты имени 7 Ноября производственного объединения «Ленинскуголь» Министерства угольной промышленности СССР, Кемеровская область                                                      | 28.01.1981      | [ ГС 45 ]  |
| 53         | Попов Аркадий Иванович            | 05.12.1926 — 02.03.2018 | Рамщик лесопильно-деревообрабатывающего комбината № 1 Министерства лесной и деревообрабатывающей промышленности СССР, гор. Архангельск                                                                                      | 07.05.1971      | [ ГС 46 ]  |
| 54         | Попов Артемий Прокофьевич         | род. 1931               | Шофёр Шяуляйского автобусного парка Министерства автомобильного транспорта Литовской ССР | 23.01.1974      |            |
| 55         | Попов Василий Александрович       | 12.03.1921 — 26.10.1991 | Старший механик траулера «Воткинск» Управления тралового флота, Мурманская область | 13.04.1963      | [ ГС 47 ]  |
| 56         | Попов Виктор Васильевич           | 10.03.1930 — 17.02.2008 | Шлифовщик Харьковского авиационного завода Министерства авиационной промышленности СССР | 26.04.1971      | [ ГС 48 ]  |
| 57         | Попов Виктор Германович           | 01.05.1907 — 14.11.1995 | Директор Загорского электромеханического завода «Звезда» Министерства радиопромышленности СССР, Московская область | 29.07.1966      | [ ГС 49 ]  |
| 58         | Попов Виктор Иванович             | род. 1937               | Звеньевой колхоза «Украина» Могилёв-Подольского района Винницкой области | 23.06.1966      |            |
| 59         | Попов Виталий Григорьевич         | 11.08.1904 — 06.09.1994 | Профессор-консультант Объединённой специальной больницы с поликлиникой 4-го Главного управления Министерства здравоохранения СССР, гор. Москва                                                                              | 27.06.1978      | [ ГС 50 ]  |
| 60         | Попов Владимир Александрович      | 08.12.1912 — 24.10.1977 | Главный агроном совхоза «Чистовский» Булаевского района Северо-Казахстанской области | 08.04.1971      | [ ГС 51 ]  |
| 61         | Попов Владимир Григорьевич        | 19.06.1925 — 01.08.2002 | Начальник смены Оренбургского машиностроительного завода Министерства общего машиностроения СССР | 26.07.1966      | [ ГС 52 ]  |
| 62         | Попов Владимир Иванович           | 07.01.1936 — 31.07.2016 | Комбайнёр совхоза «Беловский» Мамлютского района Северо-Казахстанской области | 19.04.1967      | [ ГС 53 ]  |
| 63         | Попов Владимир Филиппович         | 11.10.1934 — 21.12.2014 | Председатель колхоза «Россия» Калачёвского района Волгоградской области | 29.08.1986      | [ ГС 54 ]  |
| 64         | Попов Геннадий Сергеевич          | 30.06.1930 — 21.03.2007 | Председатель колхоза «Правда» Бродовского района Львовской области | 10.03.1976      |            |
| 65         | Попов Иван Семёнович              | 09.02.1934 — 05.07.1988 | Механизатор колхоза «Дружба» Бутурлиновского района Воронежской области | 23.06.1966      | [ ГС 55 ]  |
| 66         | Попов Иван Фёдорович              | 1928 — ????             | Старший чабан племенного завода «Котовский» Котовского района Волгоградской области | 22.03.1966      | [ ГС 56 ]  |
| 67         | Попов Илья Георгиевич             | 02.08.1911 — 23.03.1981 | Председатель Оловяннинского райисполкома Читинской области | 09.03.1948      | [ ГС 57 ]  |
| 68         | Попов Кирилл Егорович             | 12.01.1917 — 27.01.1975 | Начальник лесопункта Олёкминского леспромхоза Министерства лесной и деревообрабатывающей промышленности СССР, Якутская АССР                                                                                                 | 07.05.1971      | [ ГС 58 ]  |
| 69         | Попов Лавр Валентинович           | 28.08.1919 — 14.04.1995 | Председатель колхоза «Победа» Петровского района Ставропольского края | 22.02.1978      | [ ГС 59 ]  |
| 70         | Попов Матвей Иванович             | 15.06.1907 — ????       | Бригадир тракторной бригады Астрахан-Базарской МТС Азербайджанской ССР | 19.05.1948      |            |
| 71         | Попов Михаил Александрович        | 17.05.1931 — 04.05.1988 | Старший плавильщик медного завода Норильского горнометаллургического комбината имени А. П. Завенягина Министерства цветной металлургии СССР, Красноярский край                                                              | 30.03.1971      | [ ГС 60 ]  |
| 72         | Попов Николай Иванович            | 25.06.1917 — ????       | Комбайнёр Карасуского совхоза Карасуского района Кустанайской области | 11.01.1957      | [ ГС 61 ]  |
| 73         | Попов Николай Михайлович          | 05.04.1903 — 01.02.1985 | Заместитель начальника строительства и расквартирования войск Министерства обороны СССР, генерал-полковник инженерно-технической службы                                                                                     | 29.08.1969      | [ ГС 62 ]  |
| 74         | Попов Николай Петрович            | 02.01.1928 — 13.06.1989 | Председатель колхоза имени Ленина Большечерниговского района Куйбышевской области | 08.04.1971      | [ ГС 63 ]  |
| 75         | Попов Николай Сергеевич           | 14.12.1931 — 03.02.2008 | Главный конструктор производственного объединения «Кировский завод» Министерства оборонной промышленности СССР, гор. Ленинград                                                                                              | 08.10.1975      | [ ГС 64 ]  |
| 76         | Попов Пётр Николаевич             | род. 1940               | Сборщик покрышек Волжского шинного завода имени 50-летия СССР Министерства нефтеперерабатывающей и нефтехимической промышленности СССР, Волгоградская область                                                               | 06.04.1981      | [ ГС 65 ]  |
| 77         | Попов Пётр Фатеевич               | 19.01.1932 — 16.10.2012 | Бригадир совхоза «Абайский» Усть-Коксинского района Горно-Алтайской автономной области | 10.02.1975      | [ ГС 66 ]  |
| 78         | Попов Сергей Андреевич            | 26.11.1926 — 1993       | Бригадир водителей автомобилей автоколонны № 1101 Главного ленинградского управления автомобильного транспорта Министерства автомобильного транспорта РСФСР                                                                 | 05.03.1976      | [ ГС 67 ]  |
| 79         | Попов Спиридон Павлович           | 25.12.1908 — 01.05.1976 | Директор Люберецкого завода сельскохозяйственного машиностроения имени Ухтомского Министерства тракторного и сельскохозяйственного машиностроения СССР, Московская область                                                  | 05.08.1966      | [ ГС 68 ]  |
| 80         | Попов Тимофей Николаевич          | 1906 — ????             | Звеньевой зернового совхоза «Крапоткинский» Министерства совхозов СССР, Крапоткинский район Краснодарского края | 11.02.1949      | [ ГС 69 ]  |
| 81         | Попов Юрий Михайлович             | 04.04.1928 — 02.10.2002 | Сталевар Ашинского металлургического завода Министерства чёрной металлургии СССР, Челябинская область | 22.03.1966      | [ ГС 70 ]  |
| 82         | Попов Юрий Павлович               | род. 04.10.1946         | Бригадир электролизников Богословского алюминиевого завода Министерства цветной металлургии СССР, Свердловская область | 13.12.1982      | [ ГС 71 ]  |
| 83         | Попов Яков Александрович          | 18.11.1901 — 09.06.1961 | Бригадир бетонщиков строительно-монтажного управления № 5 треста «Уралалюминстрой» Свердловского совнархоза | 09.08.1958      | [ ГС 72 ]  |
| 84         | Попова Александра Алексеевна      | 1929—2004               | Свинарка совхоза «Ударник» Тужинского района Кировской области | 08.04.1971      | [ ГС 73 ]  |
| 85         | Попова Александра Васильевна      | 23.08.1923 — 15.03.2011 | Звеньевая подсобного хозяйства «Петровское» Ухтомского района Московской области | 13.07.1954      | [ ГС 74 ]  |
| 86         | Попова Александра Ивановна        | 1913 — 06.05.1981       | Стерженщица литейного цеха Воронежского экскаваторного завода имени Коминтерна | 07.03.1960      | [ ГС 75 ]  |
| 87         | Попова Анастасия Андреевна        | 10.03.1928 — 14.07.2008 | Доярка колхоза «Победа» Можгинского района Удмуртской АССР | 08.04.1971      | [ ГС 76 ]  |
| 88         | Попова Анастасия Макаровна        | 23.01.1906 — 28.07.1989 | Звеньевая полеводческой бригады колхоза «20 лет Октября» Сватовского района Ворошиловградской области | 19.04.1949      | [ ГС 77 ]  |
| 89         | Попова Варвара Федотовна          | 16.12.1928 — 30.11.1998 | Птичница совхоза имени Ватутина Валуйского района Белгородской области | 22.03.1966      | [ ГС 78 ]  |
| 90         | Попова Ирена Ольгердовна          | 22.06.1912 — 03.05.2008 | Агроном колхоза «Заветы Ильича» Канского района Красноярского края | 21.02.1949      | [ ГС 79 ]  |
| 91         | Попова Клавдия Фёдоровна          | 10.03.1930 — 16.11.1982 | Трактористка Пруптского леспромхоза Усть-Куломского района Коми АССР | 07.03.1960      | [ ГС 80 ]  |
| 92         | Попова Лидия Павловна             | 27.04.1930 — 20.01.2013 | Ткачиха Ермолинского хлопчатобумажного комбината Министерства лёгкой промышленности РСФСР, Калужская область | 05.04.1971      | [ ГС 81 ]  |
| 93         | Попова Мария Андреевна            | 23.05.1923 — 24.04.1972 | Старшая крановщица Калининградского морского торгового порта Министерства морского флота СССР | 07.03.1960      | [ ГС 82 ]  |
| 94         | Попова Мария Георгиевна           | 21.12.1928 — 08.11.2021 | Крановщица Находкинского морского торгового порта Министерства морского флота СССР, Приморский край | 07.03.1960      | [ ГС 83 ]  |
| 95         | Попова Нина Михайловна            | 05.07.1931 — 14.09.1981 | Главный агроном колхоза имени Куйбышева Репьёвского района Воронежской области | 11.12.1973      | [ ГС 84 ]  |
| 96         | Попова Нина Михайловна            | 08.01.1928 — 11.05.2016 | Телеграфистка Астраханской телеграфно-телефонной станции Министерства связи СССР | 04.05.1971      | [ ГС 85 ]  |
| 97         | Попова Ульяна Григорьевна         | 06.02.1911 — 1977       | Звеньевая колхоза «Красный Восток» Калининского района Фрунзенской области | 26.03.1948      | [ ГС 86 ]  |
| 98         | Попович Григорий Симонович        | 31.03.1910 — ????       | Председатель колхоза «Радянська Украина» Скадовского района Херсонской области | 23.06.1966      | [ ГС 87 ]  |
| 99         | Попхадзе Трифон Варденович        | 1905 — ????             | Забойщик рудоуправления имени Сталина треста «Чиатурмарганец», гор. Чиатура Грузинской ССР | 19.07.1958      | [ ГС 88 ]  |
| 100        | Попцов Виктор Алексеевич          | 1939—2011               | Бригадир трубогибщиков Амурского судостроительного завода имени Ленинского комсомола Министерства судостроительной промышленности СССР, Хабаровский край                                                                    | 23.04.1985      | [ ГС 89 ]  |
| 101        | Попченко Александр Михайлович     | 1929—1992               | Бригадир комплексной бригады Шахтёрского строительного управления треста «Сахалиншахтострой» Сахалинского совнархоза | 09.08.1958      | [ ГС 90 ]  |
| 102        | Попчук Роман Иосифович            | 1920 — ????             | Председатель колхоза имени Кирова Теребовлянского района Тернопольской области | 31.12.1965      |            |
| 103        | Попыхина Софья Константиновна     | 11.08.1930 — 16.03.1993 | Доярка совхоза «Рыбаловский» Томского района Томской области | 22.03.1966      | [ ГС 91 ]  |
| 104        | Порада Алексей Николаевич         | 17.06.1928 — 10.02.2001 | Директор Запорожского абразивного комбината имени 50-летия Советской Украины Министерства станкостроительной и инструментальной промышленности СССР                                                                         | 11.03.1981      | [ ГС 92 ]  |
| 105        | Порозова Александра Ивановна      | 02.05.1912 — 10.05.1990 | Звеньевая колхоза «Авангард» Чкаловского района Горьковской области | 12.03.1948      | [ ГС 93 ]  |
| 106        | Поросон Салме Даниеловна          | 03.08.1921 — 06.06.2016 | Доярка совхоза «Кохила» Раплаского района Эстонской ССР | 22.03.1966      | [ ГС 94 ]  |
| 107        | Порохня Евдокия Максимовна        | род. 10.03.1941         | Доярка колхоза имени Тельмана Алексеевского района Белгородской области | 06.09.1973      | [ ГС 95 ]  |
| 108        | Порошин Александр Петрович        | 09.11.1915 — 05.06.1987 | Машинист локомотивного депо Тайга Томской железной дороги, Кемеровская область | 01.08.1959      | [ ГС 96 ]  |
| 109        | Порсев Дмитрий Борисович          | 28.02.1925 — 18.09.2002 | Слесарь Воткинского машиностроительного завода Министерства оборонной промышленности СССР, Удмуртская АССР | 09.09.1976      | [ ГС 97 ]  |
| 110        | Порсев Михаил Владимирович        | 02.11.1923 — 06.10.2005 | Слесарь-лекальщик объединения «Златоустовский машиностроительный завод» Министерства общего машиностроения СССР, Челябинская область                                                                                        | 09.06.1977      | [ ГС 98 ]  |
| 111        | Порскова Евдокия Васильевна       | 1930 — ????             | Управляющая отделением совхоза «Урицкий» Земетчинского района Пензенской области | 07.12.1973      | [ ГС 99 ]  |
| 112        | Порсыев Ходжа                     | 03.01.1907 — ????       | Заведующий овцеводческой фермой колхоза «Совет Туркменистаны» Каахкинского района Ашхабадской области | 14.02.1957      | [ ГС 100 ] |
| 113        | Портейчук Василий Степанович      | род. 14.09.1924         | Бригадир станочников Надворнянского лесокомбината Министерства лесной и деревообрабатывающей промышленности СССР, Ивано-Франковская область                                                                                 | 08.01.1974      |            |
| 114        | Портнов Анатолий Иванович         | 30.10.1924 — 1978       | Машинист экскаватора Ногинской передвижной механизированной колонны «Водстрой» № 14 Министерства мелиорации и водного хозяйства РСФСР, Московская область                                                                   | 08.04.1971      | [ ГС 101 ] |
| 115        | Портнов Михаил Васильевич         | 21.11.1925 — 05.06.2021 | Главный инженер объекта Центральной имени 50-летия ВЛКСМ междугородной телефонной станции Министерства связи СССР, гор. Москва                                                                                              | 04.05.1971      | [ ГС 102 ] |
| 116        | Портнов Юрий Алексеевич           | 06.05.1920 — 10.09.2012 | Директор шахты «Северная» № 1 комбината «Новомосковскуголь» Министерства угольной промышленности СССР, Тульская область | 30.03.1971      | [ ГС 103 ] |
| 117        | Портянко Мария Ивановна           | 1916 — 11.06.2001       | Звеньевая Бургун-Маджарского виноградарского совхоза Министерства пищевой промышленности СССР, Левокумский район Ставропольского края                                                                                       | 05.10.1949      | [ ГС 104 ] |
| 118        | Порхун Николай Иванович           | 07.02.1928 — 01.04.1991 | Машинист электровоза локомотивного депо Казатин Юго-Западной железной дороги, Винницкая область | 02.04.1981      | [ ГС 105 ] |
| 119        | Порчхидзе Наум Афанасьевич        | 1903 — ????             | Главный агроном отдела сельского хозяйства Маяковского района Грузинской ССР | 09.08.1949      | [ ГС 106 ] |
| 120        | Поршнева Ульяна Яковлевна         | 21.09.1909 — ????       | Тростильщица Прядильно-ниточного комбината имени С. М. Кирова Ленинградского совнархоза | 21.06.1957      | [ ГС 107 ] |
| 121        | Посессор Павел Васильевич         | 1895 — ????             | Бригадир колхоза «Новый путь» Канского района Красноярского края | 10.04.1948      |            |
| 122        | Поскрёбышев Евгений Михайлович    | 09.03.1923 — 2009       | Слесарь инструментального цеха Хабаровского завода судового машиностроения имени А. М. Горького Министерства судостроительной промышленности СССР                                                                           | 26.04.1971      | [ ГС 108 ] |
| 123        | Пославский Виктор Васильевич      | 10.11.1896 — 17.05.1979 | Профессор-консультант Всесоюзного научно-исследовательского института гидротехники и мелиорации, академик ВАСХНИЛ, академик Академии наук Узбекской ССР, гор. Москва                                                        | 03.12.1976      | [ ГС 109 ] |
| 124        | Последов Сергей Васильевич        | 25.10.1908 — 14.03.1982 | Бригадир полеводческой бригады совхоза «Масличные культуры» Министерства пищевой промышленности СССР, Белореченский район Краснодарского края                                                                               | 19.05.1948      | [ ГС 110 ] |
| 124.000001 | Посмитная Ефросинья Николаевна    | род. 1922               | Звеньевая Ленинского свеклосовхоза Министерства пищевой промышленности СССР, Кегичёвский район Харьковской области | 30.04.1948      |            |
| 125        | Посоха Антонина Ивановна          | 25.12.1932 — 12.06.2006 | Главный зоотехник совхоза имени Гагарина Петуховского района Курганской области | 08.04.1971      | [ ГС 111 ] |
| 126        | Посоюзных Надежда Ивановна        | 12.03.1929 — 19.06.2014 | Скотник совхоза «Песьяновский» Ишимского района Тюменской области | 22.03.1966      | [ ГС 112 ] |
| 127        | Поспелов Константин Сергеевич     | 22.10.1913 — 13.01.1996 | Директор авиазавода № 84 имени В. П. Чкалова Министерства авиационной промышленности СССР, гор. Ташкент | 22.07.1966      | [ ГС 113 ] |
| 128        | Поспелов Пётр Николаевич          | 20.06.1898 — 22.04.1979 | Секретарь ЦК КПСС, кандидат в члены Президиума ЦК КПСС, гор. Москва | 19.06.1958      | [ ГС 114 ] |
| 129        | Постников Александр Игнатьевич    | род. 13.01.1931         | Бригадир маляров специализированного строительного управления № 4 строительного треста «Ярстрой» Министерства строительства СССР, гор. Ярославль                                                                            | 09.07.1986      | [ ГС 115 ] |
| 130        | Постников Василий Дмитриевич      | 25.03.1934 — 25.02.2005 | Сталевар электрометаллургического завода «Электросталь» имени И. Ф. Тевосяна Министерства чёрной металлургии СССР, Московская область                                                                                       | 29.12.1973      | [ ГС 116 ] |
| 131        | Постников Виктор Иванович         | 08.09.1924 — 12.02.1997 | Генеральный директор бройлерного объединения «Ставропольское», гор. Ставрополь | 29.08.1986      | [ ГС 117 ] |
| 132        | Постольник Лидия Ивановна         | 14.08.1935 — 19.02.2025 | Свинарка колхоза имени Ленина Синельниковского района Днепропетровской области | 08.04.1971      | [ ГС 118 ] |
| 133        | Посунько Владимир Петрович        | 02.05.1923 — 17.10.2006 | Токарь-расточник Южного турбинного завода «Зоря» Министерства судостроительной промышленности СССР, гор. Николаев | 25.07.1966      | [ ГС 119 ] |
| 134        | Посыльный Иван Дмитриевич         | 15.06.1922 — 04.02.2005 | Генеральный директор производственного объединения «Ростовуголь» Министерства угольной промышленности СССР, гор. Шахты Ростовской области                                                                                   | 02.03.1981      | [ ГС 120 ] |
| 135        | Потанин Николай Иванович          | 18.11.1937 — 10.06.2018 | Старший оператор Киришского нефтеперерабатывающего завода имени 50-летия ВЛКСМ Министерства нефтеперерабатывающей и нефтехимической промышленности СССР, Ленинградская область                                              | 20.04.1973      | [ ГС 121 ] |
| 136        | Потанова Огульджан                | 1926 — ????             | Звеньевая колхоза «Коммунизм» Ильялинского района Ташаузской области | 30.06.1950      | [ ГС 122 ] |
| 136.000002 | Потапенко Вера Яковлевна          | 1925 — 05.08.2011       | Звеньевая колхоза «Пролетарская победа» Сунженского района Грозненской области | 19.03.1948      | [ ГС 123 ] |
| 137        | Потапенко Геннадий Дмитриевич     | 27.08.1918 — 15.01.1989 | Генеральный директор производственного объединения «Новомосковскуголь» Министерства угольной промышленности СССР, Тульская область                                                                                          | 02.03.1981      | [ ГС 124 ] |
| 138        | Потапкина Татьяна Антоновна       | 12.01.1922 — 24.11.2005 | Доярка Уйского совхоза Уйского района Челябинской области | 22.03.1966      | [ ГС 125 ] |
| 139        | Потапов Александр Георгиевич      | 28.03.1915 — 09.02.1987 | Директор Приборостроительного завода Министерства среднего машиностроения СССР, Челябинская область | 26.04.1971      | [ ГС 126 ] |
| 140        | Потапов Александр Яковлевич       | 12.10.1911 — 29.10.1984 | Начальник комбината «Артёмуголь» Министерства угольной промышленности Украинской ССР, Донецкая область | 29.06.1966      | [ ГС 127 ] |
| 141        | Потапов Анатолий Павлович         | 16.04.1938 — 29.06.1996 | Начальник участка № 7 по добыче угля шахты «Воргашорская» производственного объединения «Воркутауголь» Министерства угольной промышленности СССР, Коми АССР                                                                 | 20.02.1987      | [ ГС 128 ] |
| 142        | Потапов Василий Дмитриевич        | 11.01.1930 — 14.03.2008 | Комбайнёр колхоза «Заря коммунизма» Воловского района Липецкой области | 08.04.1971      | [ ГС 129 ] |
| 143        | Потапов Гавриил Евдокимович       | 15.03.1920 — 11.08.1999 | Рамщик Тулунского лесопильно-деревообрабатывающего комбината Министерства лесной, целлюлозно-бумажной и деревообрабатывающей промышленности СССР, Иркутская область                                                         | 17.09.1966      | [ ГС 130 ] |
| 144        | Потапов Иван Авивович             | 13.09.1896 — 16.02.1981 | Бригадир колхоза имени Кирова Кстовского района Горьковской области | 09.04.1949      | [ ГС 131 ] |
| 145        | Потапов Леонид Александрович      | 24.11.1928 — 30.08.1982 | Бригадир совхоза «Искра» Октябрьского района Кустанайской области | 11.01.1957      | [ ГС 132 ] |
| 146        | Потапов Николай Григорьевич       | 17.12.1902 — ????       | Управляющий отделением семеноводческого совхоза «Хомутовский» Министерства совхозов СССР, Новодеревеньковский район Орловской области                                                                                       | 27.03.1948      | [ ГС 133 ] |
| 147        | Потапов Пётр Петрович             | 22.10.1918 — 24.11.2002 | Директор Тюменского судостроительного завода имени 60-летия СССР Министерства судостроительной промышленности СССР | 30.08.1985      | [ ГС 134 ] |
| 148        | Потапов Семён Иванович            | 14.11.1908 — 08.11.1972 | Первый секретарь Чадыр-Лунгского райкома Компартии Молдавии | 23.06.1966      | [ ГС 135 ] |
| 149        | Потапов Сергей Матвеевич          | 1886 — 02.10.1953       | Крепильщик шахты № 21 имени Хрущёва треста «Сталиншахтострой» Министерства строительства топливных предприятий СССР, Сталинская область                                                                                     | 28.08.1948      | [ ГС 136 ] |
| 150        | Потапова Валентина Павловна       | род. 27.01.1933         | Телятница совхоза «Пригородный» Тамбовского района Тамбовской области | 08.04.1971      |            |
| 151        | Потапова Екатерина Антоновна      | 10.01.1926 — 24.10.2013 | Свинарка колхоза имени Фрунзе Шкловского района Могилёвской области | 22.03.1966      | [ ГС 137 ] |
| 152        | Потапова Матрёна Степановна       | 1912 — ????             | Звеньевая колхоза имени Тельмана Тельмановского района Сталинской области | 02.06.1950      | [ ГС 138 ] |
| 153        | Потапова Ольга Яковлевна          | 27.04.1914 — 15.04.1965 | Бригадир маляров строительного управления № 16 Министерства среднего машиностроения СССР, гор. Ангарск Иркутской области | 07.03.1960      | [ ГС 139 ] |
| 154        | Потапченко Иван Евстафьевич       | 1900 — ????             | Начальник комплекса строительства доменной печи завода имени Ильича треста «Ждановметаллургстрой» Сталинского совнархоза | 09.08.1958      | [ ГС 140 ] |
| 155        | Потапычев Александр Николаевич    | 29.08.1913 — 09.10.1983 | Бригадир семеноводческого колхоза «Свобода» Пучежского района Ивановской области | 09.06.1950      | [ ГС 141 ] |
| 155.000003 | Потась Вера Леонтьевна            | 06.06.1928 — 10.09.2011 | Звеньевая колхоза имени Орджоникидзе Верхне-Хортицкого района Запорожской области | 28.02.1949      |            |
| 156        | Поташёв Михаил Фёдорович          | 26.11.1912 — ????       | Бригадир судосборщиков судостроительного завода № 196 Министерства судостроительной промышленности, гор. Ленинград | 25.07.1966      | [ ГС 142 ] |
| 157        | Поташкевич Франц Иосифович        | 16.08.1929 — 03.06.2003 | Старший машинист экскаватора Островецкого строительно-монтажного управления Гродненского облмелиотреста Министерства мелиорации и водного хозяйства Белорусской ССР                                                         | 08.04.1971      | [ ГС 143 ] |
| 158        | Поташкин Адольф Алексеевич        | 06.03.1926 — 02.08.2003 | Председатель колхоза-комбината имени Урицкого Гомельского района Гомельской области | 22.03.1991      | [ ГС 144 ] |
| 159        | Потей Дмитрий Иванович            | 10.08.1928 — 04.08.1985 | Сталевар Одесского завода сельскохозяйственного машиностроения имени Октябрьской революции Министерства тракторного и сельскохозяйственного машиностроения СССР                                                             | 05.04.1971      | [ ГС 145 ] |
| 160        | Потёпкин Михаил Васильевич        | 19.11.1932 — 08.01.1968 | Бригадир комплексной бригады конечной продукции УНР-10 строительного треста № 20 Главленинградстроя при исполкоме Ленинградского городского Совета депутатов трудящихся                                                     | 18.11.1965      | [ ГС 146 ] |
| 161        | Потоцкий Максим Матвеевич         | 1907 — ????             | Бригадир колхоза имени Первой пятилетки Сухобузимского района Красноярского края | 10.04.1948      |            |
| 162        | Потоцкий Семён Иванович           | 1903 — ????             | Тракторист ордена Ленина МТС имени Шевченко Березовского района Одесской области | 26.02.1958      | [ ГС 147 ] |
| 163        | Поточилов Артём Григорьевич       | 20.10.1908 — 24.12.1973 | Комбайнёр Явкинской МТС Баштанского района Николаевской области | 01.08.1949      | [ ГС 148 ] |
| 164        | Потурнак Андрей Тихонович         | 20.07.1932 — 06.09.2019 | Бригадир комплексной сварочно-монтажной бригады специализированного управления монтажных работ № 8 треста «Уралнефтегазстрой» Министерства строительства предприятий нефтяной и газовой промышленности СССР, гор. Челябинск | 20.08.1981      | [ ГС 149 ] |
| 165        | Потяга Михаил Иванович            | 12.01.1931 — 18.04.2004 | Механизатор совхоза «Весёлый Хутор» Чернобаевского района Черкасской области | 08.12.1973      | [ ГС 150 ] |
| 166        | Похальчишина Нина Филипповна      | 14.08.1927 — 07.01.1996 | Звеньевая колхоза имени Молотова Ружичнянского района Каменец-Подольской области | 16.02.1948      | [ ГС 151 ] |
| 167        | Похатаев Алексей Васильевич       | 23.09.1928 — 04.10.1990 | Горнорабочий очистного забоя шахты № 1 «Южно-Батуринская» треста «Еманжелинуголь» комбината «Челябинскуголь» Министерства угольной промышленности СССР, Челябинская область                                                 | 29.06.1966      | [ ГС 152 ] |
| 168        | Похлёбкин Николай Иванович        | 17.12.1924 — 13.03.2022 | Бригадир комплексной бригады управления «Промстрой № 2» Куйбышевгидростроя Министерства энергетики и электрификации СССР, Куйбышевская область                                                                              | 29.12.1973      | [ ГС 153 ] |
| 169        | Похмельнова Антонина Михайловна   | 08.03.1927 — 18.08.2002 | Сборщица Второго московского часового завода Министерства приборостроения, средств автоматизации и систем управления СССР                                                                                                   | 20.04.1971      | [ ГС 154 ] |
| 170        | Поцевичюс Феликсас Никодемович    | род. 1921               | Председатель колхоза имени Черняховского Вилькийского района Литовской ССР | 05.04.1958      |            |
| 171        | Поцхверашвили Ираклий Тадеозович  | род. 1929               | Составитель поездов станции Тбилиси-Грузовая Закавказской железной дороги, Грузинская ССР | 16.01.1974      | [ ГС 155 ] |
| 172        | Поцхверашвили Сергей Соломонович  | 1899 — ????             | Звеньевой колхоза имени Сталина Орджоникидзевского района Грузинской ССР | 09.08.1949      | [ ГС 156 ] |
| 173        | Початун Валентина Иосифовна       | род. 27.12.1936         | Бригадир рабочих Киевской кондитерской фабрики имени Карла Маркса Министерства пищевой промышленности Украинской ССР | 17.01.1974      | [ ГС 157 ] |
| 174        | Починок Макар Иванович            | 16.03.1921 — 04.08.1982 | Первый секретарь Волочисского райкома Компартии Украины, Хмельницкая область | 31.12.1965      | [ ГС 158 ] |
| 175        | Почкайлов Михаил Иванович         | 14.12.1933 — 09.04.2011 | Начальник комбината «Ждановстрой» Министерства строительства предприятий тяжёлой индустрии СССР, Донецкая область | 26.12.1973      | [ ГС 159 ] |
| 176        | Почтарёв Анатолий Георгиевич      | 28.11.1936 — 09.07.2021 | Тракторист совхоза «Менжинский» Ленинградского района Кокчетавской области | 08.04.1971      | [ ГС 160 ] |
| 177        | Почтарёва Анастасия Платоновна    | 02.05.1925 — 29.12.2012 | Звеньевая колхоза «Вперёд», гор. Кизляр Грозненской области | 17.09.1949      | [ ГС 161 ] |
| 178        | Почтарь Василий Кириллович        | 20.02.1926 — 26.07.2016 | Бригадир рыбаков Керченского рыбокомбината Министерства рыбного хозяйства СССР, Крымская область | 26.04.1971      | [ ГС 162 ] |
| 179        | Пошадин Николай Прокофьевич       | 26.07.1913 — 2005       | Бригадир электросварщиков завода № 190 Ленинградского совнархоза | 28.04.1963      | [ ГС 163 ] |
| 180        | Пошивайлов Никифор Макарович      | 14.01.1909 — 25.11.1958 | Бригадир колхоза имени Крупской Кагановичского района Фрунзенской области | 26.03.1948      | [ ГС 164 ] |

| Навигационная таблица | Навигационная таблица |
| --------------------- | --------------------- |
| «П»                   | Паап — Пащенко        |
| «П»                   | Певцов — Пиянов       |
| «П»                   | Плавский — Полянский  |
| «П»                   | Помазан — Пошивайлов  |
| «П»                   | Правдюк — Пятница     |